# Coquetel puputov

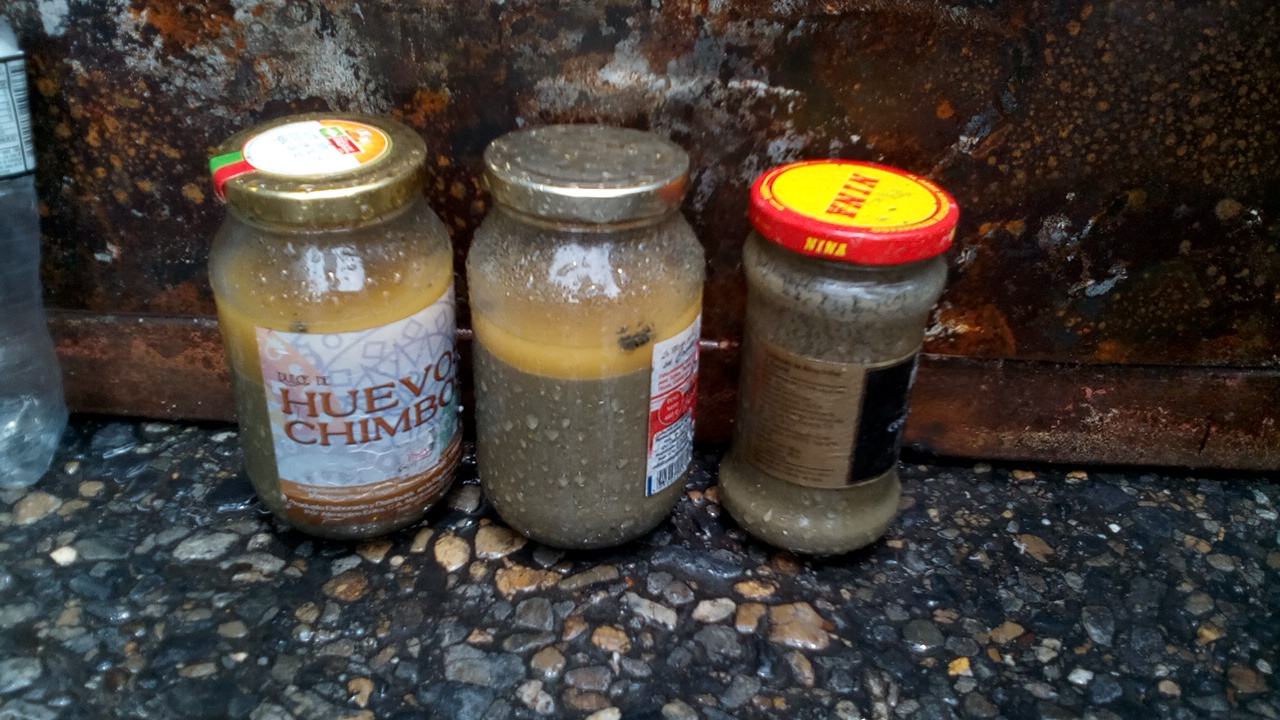
Puputovs preparados e armazenados

O coquetel puputov, coquetel cocotov ou bomba puputov é uma arma não letal, de fabricação caseira, composta de invólucros de vidro ou plástico e excrementos humanos diluídos em água geralmente utilizada em protestos e guerrilhas urbanas. Esta denominação apareceu nas redes sociais. Seu nome deriva do artefato explosivo coquetel molotov, o qual apresenta forma de utilização e lançamento similar, embora seja letal.

## Preparação e uso

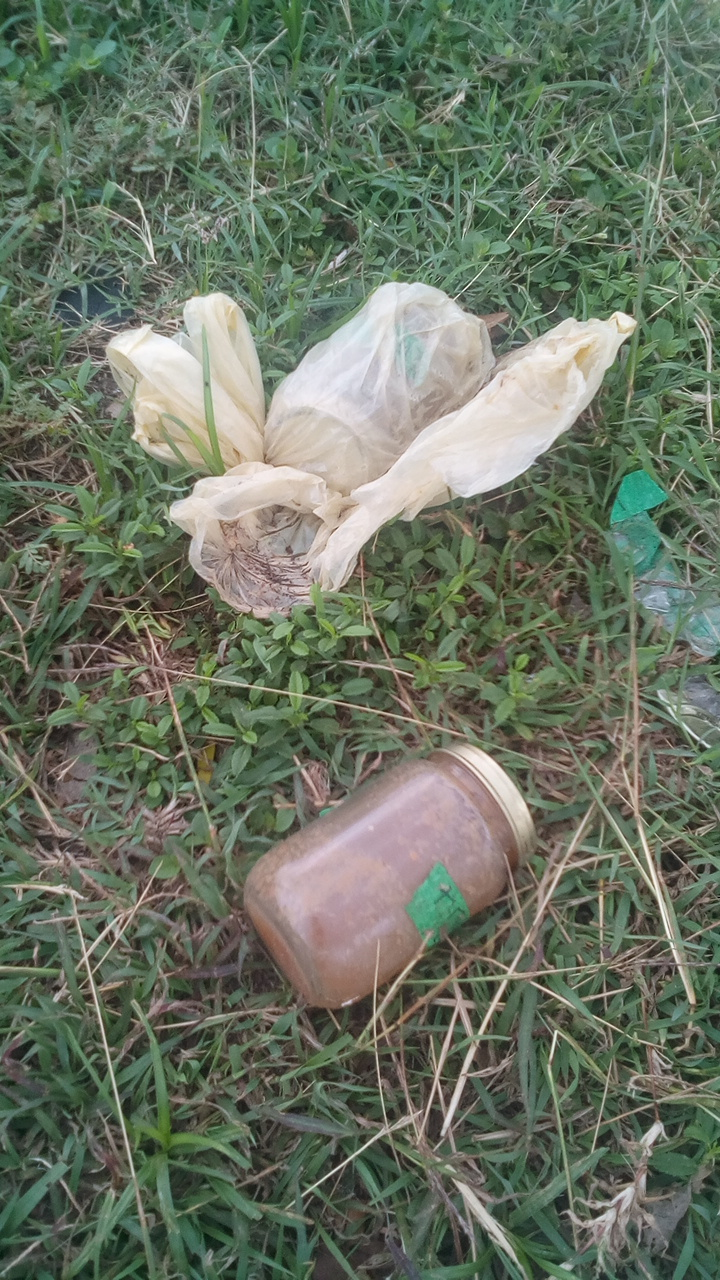
Coquetéis puputovs prontos para serem utilizados

Um coquetel puputov é confeccionado adicionando excrementos humanos, incluindo fezes e urina, a um pote de plástico ou vidro, diluindo-os em água. Estes potes são lançados na forma de projeteis utilizando força manual ou elásticos, com objetivo de causar impacto moral e humilhação aos oponentes.

### Na Venezuela
A facilidade e o baixo preço de produção o tornou popular em uma série de protestos na Venezuela, causando preocupações em relação aos riscos relacionados à saúde pública, pelo potencial de disseminação de diversas doenças bacterianas, virais e parasitárias.
Os opositores do governo de Nicolás Maduro, na Venezuela, tem substituído o coquetel Molotov por estas bombas de excrementos fecais para defender-se da repressão policial e militar. O fim de semana de estreia do armamento ocorreu em um confronto na cidade de Los Teques, capital do estado Miranda, a poucos quilômetros de Caracas onde uma dúzia de oficiais da Guarda Nacional foi alvo de um ataque com estes detritos.

### Na França
Inspirados na utilização venezuelana, coquetéis cocotovs foram lançados na França durante protestos ocorridos nos anos de 2018 e 2019, durante o Movimento dos coletes-amarelos. Pela legislação local, a utilização deste tipo de artefato pode implicar em penalidade de três anos de prisão e multa de até 45 mil Euros, além de condenação à reparação de eventuais danos ocasionados pelo ato.